# Johann von Kirchbach auf Lauterbach
Johann Ferdinand Franz svobodný pán von Kirchbach auf Lauterbach (7. září 1858 Brašov – 3. října 1920 Vídeň) byl rakousko-uherský generál a vojevůdce první světové války. Jako absolvent vojenské akademie sloužil v c. k. armádě od roku 1879, na pozici štábního důstojníka vystřídal působení u řady posádek v rakouských zemích, Čechách, Itálii a Uhrách. V roce 1909 byl povýšen do stavu svobodných pánů. Za první světové války byl velitelem 2. armádního sboru na východní frontě a v roce 1915 dosáhl hodnosti generála pěchoty. Na podzim 1915 byl ze zdravotních důvodů z fronty odvolán a do konce války zastával funkci velitele posádky ve Vídni (1916–1918). Po zániku monarchie byl penzionován.

## Životopis

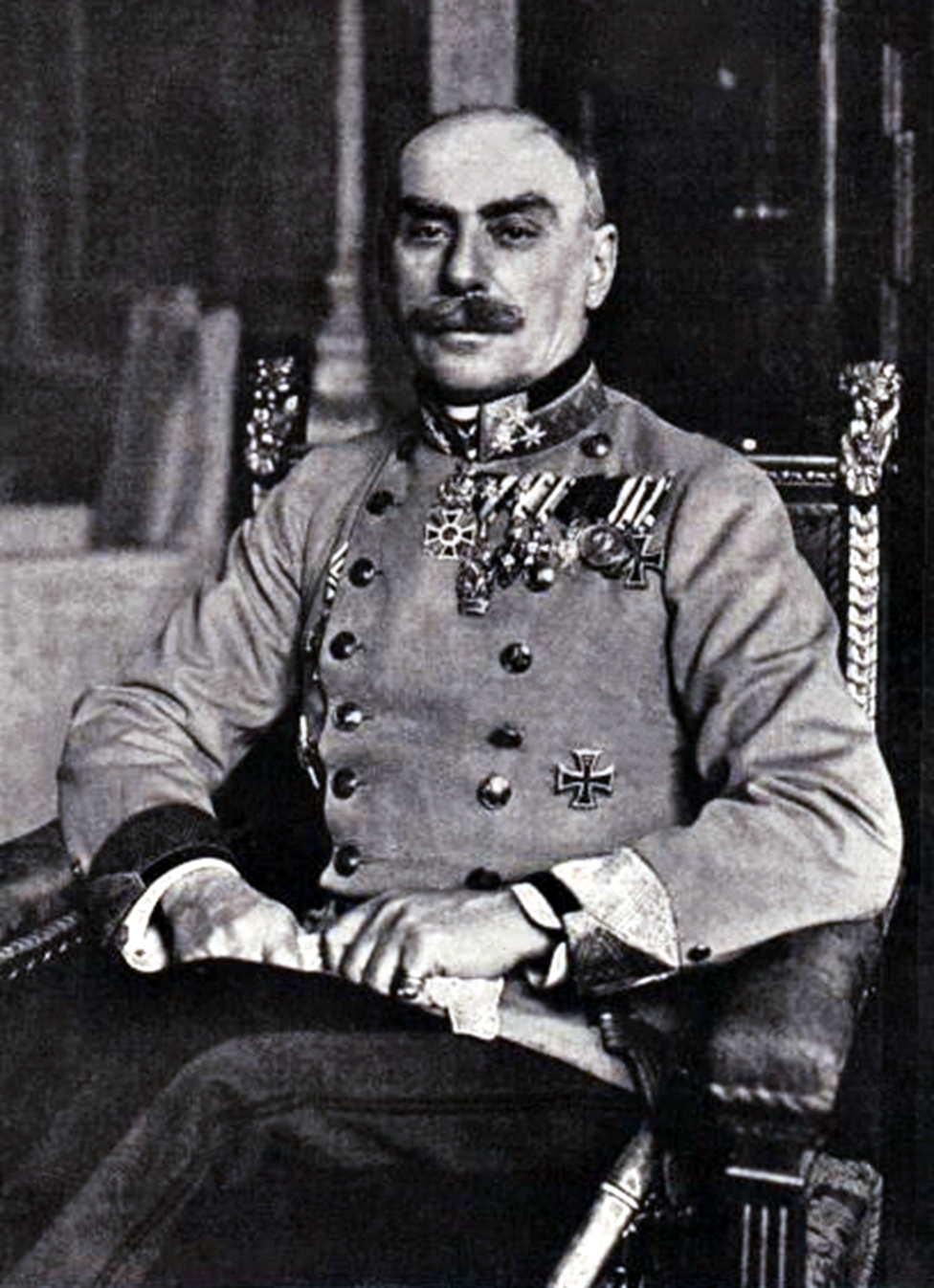
Generál Johann von Kirchbach

Pocházel ze staré šlechtické rodiny původem ze SaskaSaska, potomci později žili v různých německých zemích. Johann patřil ke katolické větvi, která žila v Rakousku. Narodil se v Sedmihradsku jako mladší syn c. k. polního podmaršála Hanse Ferdinanda von Kirchbach (1804–1876) a jeho manželky Adelheid, rozené baronky von Riefl (1826–1899). Johann studval na gymnáziu ve Štýrském Hradci, poté získal vojenskou průpravu na kadetní škole v Sankt Pölten a v letech 1875–1879 absolvoval Tereziánskou vojenskou akademii ve Vídeňském Novém Městě. Do aktivní služby vstoupil v roce 1879 jako poručík v okupované Bosně a Hercegovině, v roce 1880 byl přeložen do Liberce. V letech 1883–1885 si doplnil vzdělání na Válečné škole (K.u.k. Kriegschule) ve Vídni a jako nadporučík byl poté zařazen do sboru důstojníků generálního štábu. Souběžně sloužil u pěchotních pluků v Temešváru a Terstu, v roce 1891 byl povýšen na kapitána a působil jako pedagog na Tereziánské vojenské akademii (1891–1894), kde vyučoval taktiku. V roce 1895 byl povýšen na majora a stal se šéfem štábu 25. pěší divize ve Vídni, kde setrval i po získání hodnosti podplukovníka (1897), následně byl od roku 1899 velitelem praporu u 6. pěšího pluku v Budapešti. V roce 1900 dosáhl hodnosti plukovníka a poté působil jako náčelník štábu 14. armádního sboru v Innsbrucku (1900–1906).
Od roku 1906 byl velitelem 12. pěší brigády v Klagenfurtu a v roce 1907 byl povýšen do hodnosti generálmajora. Od roku 1908 velel 55. pěší brigádě v Terstu a v roce 1911 byl jmenován polním podmaršálem. V letech 1910–1914 byl velitelem 8. pěší divize v Bolzanu. S touto divizí byl v roce 1914 povolán na východní frontu v rámci 14. armádního sboru arcivévody Josefa Ferdinanda. Zúčastnil se bitvy u Krašniku a bojů u Lvova. V září 1914 převzal velení 2. armádního sboru. K datu 16. února 1915 byl povýšen do hodnosti generála pěchoty a se svým sborem bojoval v oblasti Volyně. V září 1915 se u něj objevilo vážné onemocnění a byl přeložen do stavu záloh. Počátkem roku 1916 byl znovu povolán do aktivní služby, ale do konce války zastával již jen podružný post velitele ve Vídni. K datu 1. ledna 1919 byl v armádě penzionován a zemřel v následujícím roce ve Vídni.

## Rodina
V roce 1889 se v Terstu oženil s Valentinou Rablovou (1859–1942), dcerou vládního rady Josefa Rabla. Z jejich manželství se narodil jediný syn Max (*1890), absolvent Tereziánské vojenské akademie a později major rakouské armády.
Jeho starší bratr Karl von Kirchbach (1856–1939) sloužil také v c. k. armádě, uplatnil se jako vojevůdce za první světové války, dosáhl hodnosti generálplukovníka (1916) a získal titul hraběte (1917).

## Tituly a ocenění
Od narození užíval titul barona, který předkové získali v roce 1708 ve Švédsku. V Rakousku-Uhersku získal titul svobodného pána spolu s bratrem Karlem v roce 1909. Jako velitel ve Vídni byl v roce 1916 jmenován c. k. tajným radou s nárokem na oslovení Excelence. Během vojenské služby získal řadu ocenění v Rakousku-Uhersku, ale i od zahraničních panovníků.
- Vojenský záslužný kříž (1898)
- Jubilejní pamětní medaile (1898)
- Řád železné koruny III. třídy (1905)
- Vojenský jubilejní kříž (1908)
- rytířský kříž Leopoldova řádu (1913)
- komandérský kříž Leopoldova řádu s válečnou dekorací (1914)
- Řád železné koruny II. třídy s válečnou dekorací (1915)
- Vyznamenání za zásluhy o Červený kříž (1915)
- Vojenská záslužná medaile (1916)
- velkokříž Řádu Františka Josefa (1918)

### Zahraničí
- Řád červené orlice III. třídy (Německo, 1896)
- Řád sv. Stanislava II. třídy (Rusko, 1897)
- rytířský kříž Danebrožského řádu (Dánsko, 1900)
- Řád lva a slunce III. třídy (Persie, 1900)
- Vojenský záslužný kříž III. třídy (Španělsko, 1906)
- Řád lva a slunce II. třídy (Persie, 1906)
- Železný kříž II. třídy (Německo, 1915)
- Řád sv. Alexandra I. třídy (Bulharsko, 1918)
- Železný kříž I. třídy (Německo, 1918)